# Antoni Habel
Antoni Habel (ur. 1760 prawdopodobnie w Gnieźnie, zm. 6 października 1831 tamże)  – polski kompozytor i skrzypek okresu klasycyzmu.

## Życiorys
Nie wiadomo, gdzie uczył się muzyki. W 1794 został przyjęty jako pierwszy skrzypek do kapeli katedralnej w Gnieźnie, co świadczy o jego wysokich kwalifikacjach zawodowych. W 1811 opuścił kapelę  i podjął pracę registratora w sądzie ziemskim w Gnieźnie. W 1818 wrócił do niej ponownie , był już jednak chory. Pierwsze wiadomości o Hablu jako kompozytorze pochodzą z 1795 . Ożenił się z Marianną Lesińską z Gniezna. Pod koniec życia przestał komponować z powodu złej sytuacji materialnej i choroby. Zmarł na cholerę.

## Kompozycje
(na podstawie materiałów źródłowych )
- Symfonia D-dur, kompozycje w rękopisie w Archiwum Archidiecezjalnym w Gnieźnie; współczesne prawykonanie Bydgoszcz 1963 według opracowania rękopisu przez Danutę Idaszak
- Jutrznia pro festo Pentacostes (1796), kompozycje w rękopisie w Archiwum Archidiecezjalnym w Gnieźnie
  - Invitatorium
  - Psalm 1. Magnus
  - Psalm 2. Exurgat
  - Psalm 3. Benedic
  - Benedictus
  - Gloria
- Sinfonia ex F, rękopis w Gostyniu Wielkopolskim
- Jutrznię na świątki (1796)
- Te Deum laudamus (1796)
- Msza C-dur, (niezachowana)
- Jutrznia pro festo Penecostes na 9 głosów, (niezachowana)
- Symfonia na 8 głosów, (niezachowana)

Ponadto Habel kopiował dla kapeli nuty. W 1795 kapituła zapłaciła mu za 10 symfonii, Veni Creator i 2 msze , z których jedna może być jego własną kompozycją . W 1796 dostarczył Stabat Mater Giovanniego Battisty Pergolesiego i Mors Christi Carla Heinricha Grauna . W Archiwum Archidiecezjalnym w Gnieźnie zachowane są także 3 symfonie pisane ręką Habla: jedna anonimowa oraz dwie Josepha Haydna — D-dur (Hob. 1., nr 62, 1780) i Es-dur (Hob. 1., nr 74, 1781) .